# Rufius Petronius Nicomachus Cethegus
Rufius Petronius Nicomachus Cethegus war ein spätantiker römischer Politiker zur Zeit des Ostgotenreichs des 6. Jahrhunderts.
Cethegus war Sohn des Petronius Probinus, der im Jahr 489 Konsul und von 511 bis 512 patricius gewesen war. Im Jahr 504 wurde Cethegus Konsul ohne Kollege. Von 512 bis ca. 558 war er patricius und später magister officiorum und als Vorsitzender des Senats (caput senatus) tätig.
Während der Belagerung Roms durch Totila im Jahr 545 wurde er des Verrats bezichtigt und zog sich nach Konstantinopel zurück. In den Jahren 552/553 verhandelte er für Justinian I. mit Papst Vigilius. Unter Papst Pelagius I. (556–561) kehrte er wieder nach Italien zurück und lebte auf Sizilien.
Cethegus ist das historische Vorbild für Cornelius Cethegus Caesarius, einen der Protagonisten in Felix Dahns Roman Ein Kampf um Rom.